# ゴーゲン・メチャトゥリアン
ゴーゲン・メチャトゥリアン (アルメニア語:Գուրգէն Մեծատուրեան、1908年7月10日 - 1996年12月27日) はアルメニアのスカウティング指導者。フランスに本部を持つ亡命アルメニア人のスカウティング組織であるHaï Ariの創設者。

## 概要
アルメニアにおけるスカウティングは1912年に創始され、後に1915年から1916年の虐殺とロシア革命による難民の間で発展したため、その点からアルメニアのスカウティングは亡命から始まったともいわれる。
Haï Ari (フランス語： Association des Scouts Armeniens、アルメニア人スカウト連盟) は1928年から1997年にかけて世界スカウト機構に加盟していた。 この組織は亡命が認められ、パリに本部を置きフランスにおいておよそ1100名の加盟員を擁した。
1929年、国際スカウティング運動の中でフランスに本部を置くHaï Ari,が承認された。 彼らは自らの領土的基盤を持たなかったものの、例外として世界スカウト機構と世界スカウト機構ヨーロッパ地域の一員とされた。
1978年、世界のスカウティングへの類稀なる貢献により世界スカウト委員会はメチャトゥリアンに世界スカウト機構が設ける唯一の栄典であるブロンズ・ウルフ章を贈った。.